# Cerro Otto
Cerro Otto är ett berg i Argentina.   Det ligger i  San Carlos de Bariloche, provinsen Río Negro, i den sydvästra delen av landet, 1 400 km sydväst om huvudstaden Buenos Aires. Toppen på Cerro Otto är 1 398 meter över havet, eller 31 meter över den omgivande terrängen. Bredden vid basen är 0,23 km.
Terrängen runt Cerro Otto är varierad. Närmaste större samhälle är San Carlos de Bariloche, 5,6 km öster om Cerro Otto. 
Runt Cerro Otto är det ganska glesbefolkat, med 24 invånare per kvadratkilometer.